# Lucila Campos
Clara Lucila Campos Marcial (Lima, 16 de agosto de 1938-Lima, 12 de diciembre de 2016) fue una popular cantante de música criolla y afroperuana y tropical. Era conocida popularmente como la Morena Espectáculo o en sus últimos años como la Reina de las Polladas.

## Biografía
Lucila Campos nació el 16 de agosto de 1938 en Lima y fue criada en el distrito de Lince. El ritmo y sabor lo heredó probablemente de su padre, Pedro Campos Ochoa, natural de San Luis de Cañete, enclave de la cultura afroperuana.
Su carrera musical empieza en 1947, con un festival de canto organizado en un mercado cercano a su casa, a los nueve años de edad. Diez años después, en 1957 comenzaría a cantar como solista a los 19 años formando parte de la agrupación "Gente Morena de Pancho Fierro", para 1967 ingresaría a la Compañía Teatro y Danzas Negras del Perú, de la afamada Victoria Santa Cruz.  
Campos falleció el 12 de agosto de 2016 a causa de las complicaciones de una avanzada diabetes que ya le había ocasionado la amputación de la pierna izquierda.

## Perú Negro
En 1969 formaría parte de la asociación cultural afroperuana Perú Negro durante 17 años, grupo dirigido por el eximio músico Ronaldo Campos. Ese mismo año, en el mes de octubre ganan el Festival Hispanoamericano de la Danza y la Canción, evento que se llevó a cabo en el Luna Park de Buenos Aires, Argentina.
El mencionado programa musical se intituló La Tierra se Hizo Nuestra, y contenía celebradas grabaciones como "El Payandé", "Pobre Negrita", "El Alcatraz", entre otros. Algo resalte fue que aquel día la artista mientras cantaba uno sus número, súbitamente fallaría el sonido apagando todos los micrófonos del escenario, ante la sorprendida mirada de los espectadores, continuó cantando a capela sin mostrar dificultad o molestia alguna. Aquí se hizo notar su enérgica y notable voz que la acompañaría durante su trayectoria musical.

## Su carrera como solista
Siendo artista exclusiva del Sello Virrey Industrias Musicales, graba en 1973 su primera producción musical "Toro Mata" acompañada por el músico Manolo Ávalos. Es conocida como intérprete de Guaranguito, La Morena Trinidad, Toro mata y Samba Malató. Para 1975 es invitada al Festival de Arte Negro de Cañete, donde se hace merecedora del máximo premio junto a Pepe Villalobos por la canción "Negrito Chinchiví". En 1978, graba Ruperta, de Ángel Aníbal Rosado.
Durante los años vertiginosos cargados de éxito grabó muchas placas discográficas, incluyendo para Iempsa, donde grabó al lado de Óscar Avilés, Arturo "Zambo" Cavero, un claro ejemplo son sus placas a inicios de la década del 80' "¡Que Tal... Trío!, y "Valseando Festejos", cuyas ventas eran cuantiosas.
Su éxito no podía pasar desapercibido por los residentes peruanos en los Estados Unidos y era convocada paulatinamente en Nueva York, Florida, San Francisco, Atlanta, Connecticut, Elizabeth, Las Vegas, Virginia, así como también en Japón y Alemania. Compartió escenarios junto a la desaparecida cantante cubana Celia Cruz, de la cual la unió una fraterna amistad.

## Últimos años
Lucila Campos fue fiel devota del Señor de los Milagros, desde que tenía uso de razón. De un fallido matrimonio procreó dos hijos: Zoila García y Pedro Guadalupe, este último fue modelo de pasarela conocido como Peter Ferrari, fallecido en 2015. Hizo aproximadamente treinta grabaciones incluyendo valses, festejos, marineras, landó, etc. 
Campos quien durante muchos años organizó eventos sociales benéficos, como polladas, en su barrio ubicado estratégicamente en la Calle Almirante Guisse en el Lince. Dentro de su arreglo personal usaba innumerable pelucas; y como dolencia padecía de diabetes, la cual con el pasar de los años fue recrudecido, postrándola en cama, extrañando la vida artística.
El 14 de junio de 2007, Lucila Campos, la "tía" como cariñosamente la llama la gente; fue operada del corazón en donde se le puso un marcapasos, ya que sus latidos cardíacos eran muy débiles. En el 2009, sufrió la amputación de una de sus piernas a causa de su avanzada diabetes y dos ACV.
Murió el 12 de diciembre de 2016 a las 10:30 a. m. a los 78 años de edad.

## Discografía
- Toro Mata (Virrey, 1973)
- Perú Negro: Gran Premio del Festival Hispanoamericano de la Danza y la Canción (Virrey, 1973)
- La Jarana es con Lucila Campos (Virrey, 1974)
- Conjunto Perú Negro: Son de los Diablos (Virrey, 1974)
- Ritmo Negro: Con el conjunto de chocolate y su Eleggua (Virrey, 1975)
- ¡¡¡ Que Tal... Trio !!! (Iempsa, 1980)
- Valseando Festejos (Iempsa, 1981)
- Seguimos Valseando Festejos (Iempsa, 1982)
- El Sabor de Lucila Campos (Iempsa, 1984)
- Quimba, Lisura y Sabor (Virrey, 1985)
- Sabor...y más Sabor (Virrey, 1988)